# Durch Nacht und Flut
Durch Nacht und Flut (укр. «крізь ніч та повінь») — сингл швейцарського гурту Lacrimosa з їхнього восьмого альбому Echos. Цей сингл вийшов на двох лейблах, Hall of Sermon та Nuclear Blast у двох версіях: звичайній та спеціальній. Відмінність полягає у трек-листі. Також існує спеціальне видання, яке було видано для Латинської Америки, в якому приспів головного треку виконується іспанською.

## Список композицій
| Звичайна версія | Звичайна версія                         | Звичайна версія | Звичайна версія |
| #               | Назва                                   | Автор           | Тривалість      |
| --------------- | --------------------------------------- | --------------- | --------------- |
| 1.              | «Durch Nacht und Flut» (Single Version) | Тіло Вольф      | 3:58            |
| 2.              | «Durch Nacht und Flut»                  | Тіло Вольф      | 6:03            |
| 3.              | «Und du fällst»                         | Тіло Вольф      | 4:58            |
| 4.              | «Komet» (Secret Discovery-Remix)        | Тіло Вольф      | 4:14            |
| 19:13           |                                         |                 |                 |

| Спеціальна версія | Спеціальна версія                                | Спеціальна версія      | Спеціальна версія |
| #                 | Назва                                            | Автор                  | Тривалість        |
| ----------------- | ------------------------------------------------ | ---------------------- | ----------------- |
| 1.                | «Durch Nacht und Flut» (Single Version)          | Тіло Вольф             | 3:58              |
| 2.                | «Durch Nacht und Flut» (Zeromancer Version)      | Тіло Вольф             | 4:38              |
| 3.                | «Und du fällst»                                  | Тіло Вольф             | 4:58              |
| 4.                | «Not every pain hurts» (Sabotage Q.C.Q.C.-Remix) | Тіло Вольф, Анне Нурмі | 5:46              |
| 19:20             |                                                  |                        |                   |